# Карламан (приток Белой)
Карлама́н (баш. Ҡарлыман, Ҡарламан — «снежная гора, местность») — река в России, протекает по Кармаскалинскому району Башкортостана. Левый приток реки Белой.
На реке имеется пруд рядом с деревней Урал, имеющий форму подошвы, размером 450×80 м.

## Характеристика русла и речной долины
Карламан берёт начало у деревни Старобабичево, протекает по территории Кармаскалинского района с юга на северо-восток и впадает в реку Белая в 553 км от её устья, возле деревни Бельский.
Рельеф бассейна Карламана равнинно-увалистый, расчленён балками и оврагами, с карстовыми образованиями (Карламанская пещера).
Длина — 46 км. Площадь водосборного бассейна — 110 км².
Питание смешанное, с преобладанием снегового. Среднегодовой расход воды у деревни Улукулево 0,52 м³/с.
На берегах расположено несколько населённых пунктов (от истока к устью): Старобабичево, Новобабичево, Карламанбаш, Новый Куганак, Карламан, Кармаскалы, Алексеевка, Урал, Новоакташево, Улукулево,.

## Флора и фауна
Ландшафты представлены луговыми степями, встречаются широколиственные леса на выщелоченных чернозёмах. Лесистость 10 %, распаханность 60 %.